# Marc Madiot
Marc Madiot, né le 16 avril 1959 à Renazé (Mayenne), est un coureur cycliste et dirigeant d'équipe cycliste français. Coureur professionnel de 1980 à 1994, il a notamment remporté deux fois Paris-Roubaix, en 1985 et 1991. En 1997, il a créé l'équipe La Française des jeux devenue par la suite FDJ.fr, puis Groupama-FDJ, qu'il dirige. Son frère cadet, Yvon Madiot, a également été coureur cycliste professionnel et est directeur sportif au sein de l'équipe Groupama-FDJ.
De 2008 à 2020, il est président de la Ligue nationale de cyclisme (LNC).

## Biographie

### Carrière de coureur
Durant sa carrière de cycliste amateur, Marc Madiot remporte notamment le Paris-Roubaix amateurs en 1979. En 1980, il participe à la course en ligne des Jeux olympiques, à Moscou, et en prend la neuvième place.
Il devient coureur professionnel peu après ces Jeux olympiques, à la fin du mois d'août 1980, au sein de l'équipe Renault. Cette dernière est dirigée par Cyrille Guimard et a pour leader Bernard Hinault. Il obtient ses premières victoires professionnelles l'année suivante, en remportant une étape et le classement général du Tour du Limousin. En 1982, il est champion de France de cyclo-cross et est équipier de Bernard Hinault lors de son doublé Tour d'Italie-Tour de France. Il se classe 34e et 30e de ces deux courses. En 1983, Hinault déclare forfait pour le Tour de France à cause d'une tendinite au genou droit. En son absence, Laurent Fignon est désigné leader de l'équipe Renault. Il remporte la course et Marc Madiot termine huitième, son meilleur classement sur un Tour de France. En 1984, il est équipier de Fignon lors de sa deuxième victoire sur le Tour de France. Bernard Hinault, qui a quitté Renault pour l'équipe La Vie claire, est deuxième. Madiot remporte la deuxième étape à Louvroil. En avril 1985, Marc Madiot remporte son premier Paris-Roubaix. Il arrive seul au vélodrome de Roubaix, avec près de deux minutes d'avance sur son coéquipier Bruno Wojtinek, deuxième.
À la fin de l'année 1985, la régie Renault met fin à son engagement dans le cyclisme. Cyrille Guimard et Laurent Fignon créent leur propre société qui salarie les coureurs et est financée par Système U, qui donne son nom à l'équipe en 1986. Marc Madiot en est membre. Il se fracture le col du fémur cette année-là. En 1987, il remporte le championnat de France sur route et le Tour de la Communauté européenne.
En 1988, Marc et Yvon Madiot sont recrutés par l'équipe Toshiba, son manager général Bernard Tapie ayant réussi à les convaincre de rompre leur contrat, ce qui entraîne une procédure aux prud'hommes. Il ne remporte pas de course durant cette saison et se classe deuxième du championnat de France. En 1989, la Fédération internationale de cyclisme professionnel crée la Coupe du monde de cyclisme sur route, calendrier de douze classiques donnant lieu à un classement aux points. Marc Madiot se classe dixième de cette première édition en se classant parmi les dix premiers de quatre courses : sixième de Paris-Roubaix, septième de l'Amstel Gold Race, huitième du Grand Prix des Amériques et du Championnat de Zurich. Il connaît une année 1990 difficile, marquée par une tendinite, un deuil familial. Souffrant d'un virus, il doit renoncer au Tour de France.
En 1991, Marc Madiot rejoint avec son frère l'équipe RMO. Il remporte cette année-là son deuxième Paris-Roubaix. Alors qu'il se trouve dans un groupe en tête de course avec quatre autres coureurs, il attaque seul au carrefour de l'Arbre à une quinzaine de kilomètres de l'arrivée. Il arrive seul au vélodrome de Roubaix avec plus d'une minute d'avance sur ses poursuivants. En juillet, il dispute le Tour de France avec pour leader Charly Mottet, qui termine quatrième du classement général.
En 1992, il rejoint pour un an l'équipe allemande Telekom. Il participe avec elle à son dernier Tour de France et obtient ses dernières victoires : le Trophée des grimpeurs et une étape des Quatre Jours de Dunkerque.

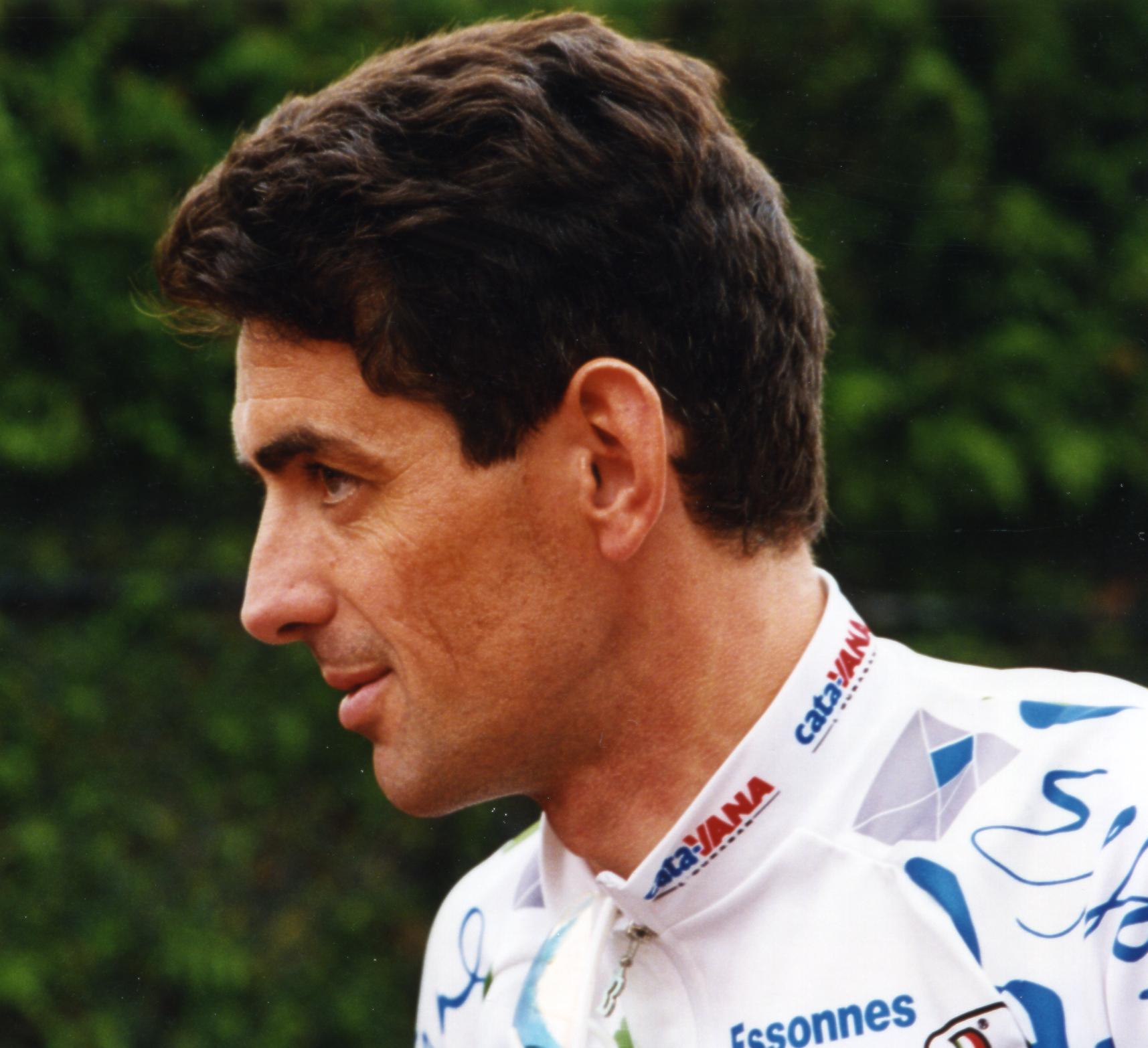
Marc Madiot en 1994

En 1993, Marc et Yvon Madiot rejoignent pour un an l'équipe américaine Subaru-Montgomery. Il se fracture le coccyx en avril lors des Trois Jours de La Panne et manque les classiques Gand-Wevelgem et Paris-Roubaix. En juillet, l'équipe Subaru ne participe pas au Tour de France, après avoir décliné la proposition de l'organisation de convier une équipe mixte, formée de cinq coureurs de l'équipe française Chazal et de quatre coureurs de Subaru.
En 1994, les frères Madiot rejoignent l'« équipe promotionnelle » Catavana-AS Corbeil-Essonnes. Ils apportent à l'AS Corbeil-Essonnes son principal sponsor, Catavana, qui lui permet de devenir une équipe professionnelle,. L'Irlandais Sean Kelly les rejoint en mars. L'équipe obtient cependant de maigres résultats : au moment des sélections pour le Tour de France, elle ne compte que trois victoires dans des courses open, et est à la 31e place du classement des équipes professionnelles. Elle n'est par conséquent pas retenue par la Société du Tour de France pour participer à sa course. À la suite de cette annonce, le sponsor Catavana décide de mettre fin à son financement dès la fin du mois de juin, avant de se raviser. Les frères Madiot mettent fin à leur carrière cycliste à la fin de cette saison, comme Sean Kelly.

### Carrière de dirigeant d'équipe

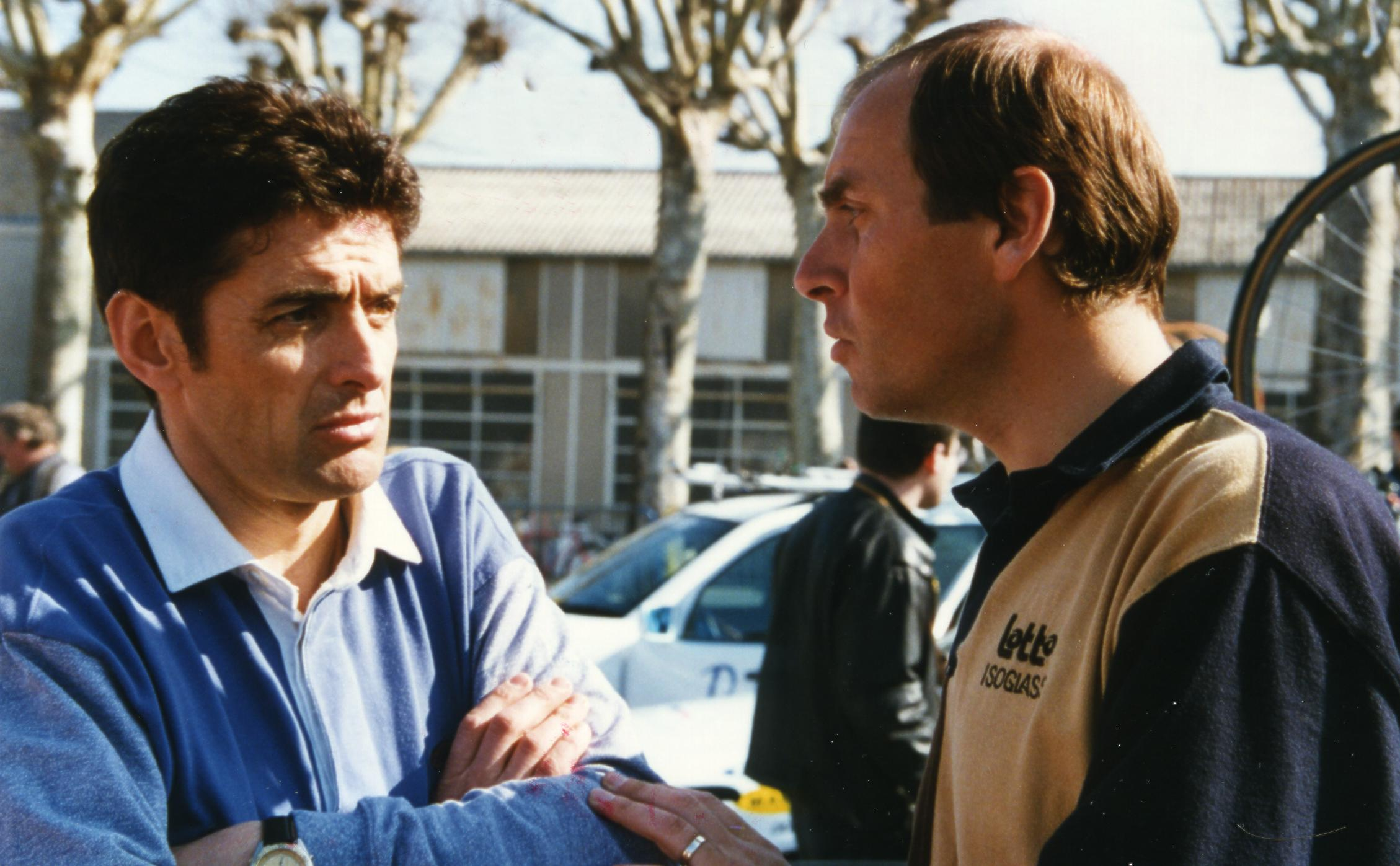
Marc Madiot et Jean-Luc Vandenbroucke

En 1997, il a créé l'équipe La Française des jeux, qu'il dirige. Entre 2008 et 2020, il est président de la Ligue nationale de cyclisme (LNC). Il quitte cette fonction le 4 décembre 2020, après douze années de présidence. Son frère cadet, Yvon Madiot, a également été coureur cycliste professionnel et est directeur sportif au sein de l'équipe La Française de Jeux.

### Propos misogynes
En 1987, Marc Madiot débat avec Jeannie Longo sur le plateau de l'émission À chacun son tour. Il affirme à cette occasion « Il y a des sports qui sont masculins, il y a des sports qui sont féminins. Voir une femme danser pour moi c'est très joli, voir une femme jouer au football, c'est moche, et je le dis. Voir une femme sur un vélo c'est moche. Non mais c'est vrai, si elles veulent faire du vélo, c'est leur problème, c'est pas le mien. [...]. Je regarderai le cyclisme féminin le jour où elles mettront des maillots un peu plus jolis, des cuissards un peu plus jolis. Vous, vous êtes moche je suis désolé ! »,,. Interrogé en 2015 sur ces propos, il répond : le cyclisme féminin a su évoluer, dans le bon sens.

## Dopage
Coureur, Marc Madiot dit avoir connu « la fin des amphétamines, époque beaucoup moins dangereuse que les années 1990 et 2000 » . Comme nombre de coureurs, il a reconnu avoir fait usage d'amphétamines lors des critériums mais n’a jamais été contrôlé positif. Il reconnaît au sujet des corticoïdes qu'« on en prend tous à un moment donné dans sa vie pour se soigner. Et n'oublions pas qu'à l'époque, ils n'étaient ni contrôlés, ni interdits non plus ». Il reconnaît également qu'il n'avait pas l'impression de se doper car « on respectait les règles de l'époque ».
Directeur sportif de l'équipe FDJ depuis 20 ans, son attitude sur le dopage a été ambivalente : il déclare aux enquêteurs de l'affaire Festina : « Je ne voulais pas savoir si mes coureurs utilisaient ou non l'EPO, l'essentiel était qu'ils ne se fassent pas prendre ».
Après l'affaire Festina en 1998, Marc Madiot s’est engagé pour un cyclisme sans dopage (1998, création de la 1re Charte des Sponsors). Son équipe est membre actif de la première heure du Mouvement pour un cyclisme crédible (MPCC) .
Son engagement antidopage s’est aussi matérialisé par les recrutements en 1999 du docteur Gérard Guillaume et de Frédéric Grappe dont la mission est de rationaliser les méthodes d’entrainement. Pour lever les doutes sur les suspicions de dopage dont font l'objet beaucoup des stars cyclistes actuelles, il est l'un de ceux qui réclament davantage de contrôles contre le dopage et même la suspension à vie des tricheurs.

## Distinctions
- Chevalier de la Légion d'honneur (décret du 6 avril 2007)[25]

## Palmarès et résultats

### Palmarès amateur
| - Amateur - 1975-1980 : 80 victoires - 1977 - Champion de France du contre-la-montre par équipes juniors - Champion de Bretagne juniors - Prix de la Saint-Laurent juniors - 1978 - Champion de France des militaires de cyclo-cross - Tour d'Ille-et-Vilaine - 1979 - Paris-Roubaix amateurs - Boucles de la Mayenne : - Classement général - 2e étape - Paris-Orléans - 1re étape de la Route de France - 2e de Manche-Atlantique - 2e de Redon-Redon - 3e de Paris-Rouen | - 1980 - Champion de France du contre-la-montre par équipes - Nantes-Segré - Prix de la Foire au Boudin - 1re et 2e étapes du Sealink International Grand Prix - Troyes-Dijon - 9e de la course en ligne des Jeux olympiques |  |

### Palmarès professionnel
| - 1981 - Tour du Limousin : - Classement général - 1re étape - 2e du Tour du Tarn - 3e du Tour de Vendée - 3e du Tour de l'Oise - 3e de Paris-Bourges - 1982 - Champion de France de cyclo-cross - 1re étape du Tour d'Italie (contre-la-montre par équipes) - 2e du Tour du Limousin - 3e du Circuit des Ardennes flamandes - Ichtegem - 3e du Grand Prix de la côte normande - 1983 - 4e étape du Tour de Sardaigne - 2e de Paris-Bourges - 2e du Grand Prix de Plouay - 3e du championnat de France de cyclo-cross - 3e du Tour de Sardaigne - 3e de l'Étoile des Espoirs - 5e de Paris-Roubaix - 8e du Tour de France - 1984 - 5e étape de Tirreno-Adriatico - Trophée des grimpeurs - Flèche finistérienne - 3e étape du Tour de l'Aude - 2e et 3e (contre-la-montre par équipes) étapes du Tour de France - 1re étape du Clásico RCN (contre-la-montre par équipes) - Circuit de l'Aulne - 2e du Tour du Limousin - 3e du championnat de France de cyclo-cross - 6e de Liège-Bastogne-Liège - 10e de Milan-San Remo - 1985 - 2e étape de Paris-Nice - Grand Prix de Mauléon-Moulins - Paris-Roubaix - Grand Prix de Plumelec - Grand Prix de Wallonie - 2e du championnat de France de cyclo-cross - 2e du Grand Prix Pino Cerami - 3e du Grand Prix de Plouay - 4e du championnat du monde sur route | - 1986 - 2e du Tour du Haut-Var - 1987 - Champion de France sur route - Tour de la Communauté européenne : - Classement général - 4e étape - 4e étape du Tour d'Irlande (contre-la-montre par équipes) - 3e du Tour de Lombardie - 3e du Grand Prix du Midi libre - 5e du Grand Prix des Nations - 7e de Liège-Bastogne-Liège - 10e du Super Prestige Pernod - 1988 - 2e du championnat de France sur route - 1989 - 3e étape de Paris-Nice (contre-la-montre par équipes) - 1re étape du Critérium international - 3e de Paris-Nice - 3e du Grand Prix de la ville de Rennes - 5e de la Flèche wallonne - 6e de Paris-Roubaix - 7e de l'Amstel Gold Race - 8e du Grand Prix des Amériques - 8e du Championnat de Zurich - 1991 - Paris-Roubaix - 3e du Trophée des grimpeurs - 6e du Tour des Flandres - 7e de la Wincanton Classic - 1992 - Trophée des grimpeurs - 4eb étape des Quatre Jours de Dunkerque - 6e du Championnat de Zurich - 7e du Tour des Flandres |  |

### Résultats sur les grands tours

#### Tour de France
Marc Madiot a participé à neuf Tours de France. Il en a remporté une étape en 1984 et a été huitième du classement général du Tour de France 1983
- 1982 : 30e
- 1983 : 8e
- 1984 : 35e, vainqueur de la 2e étape et de la 3e étape (contre-la-montre par équipes)
- 1985 : 26e
- 1987 : 47e
- 1988 : 66e
- 1989 : 34e
- 1991 : 115e
- 1992 : 70e

#### Tour d'Italie
2 participations 
- 1982 : 34e, vainqueur de la 1re étape (contre-la-montre par équipes)
- 1988 : 12e

## Publications
- Marc Madiot (préf. Christian Prudhomme), Parlons vélo : Entretiens avec Mathieu Coureau, Talent Sport, 10 juin 2015, 256 p., 24 x 2,5 x 15 cm (EAN 979-1093463216, ASIN B00V2W5CMQ)